# Hillcrest (Teksas)
Hillcrest – wieś w Stanach Zjednoczonych, w stanie Teksas, w hrabstwie Brazoria.